# Östergötlands runinskrifter 201
Östergötlands runinskrifter 201 är en runsten som står på kyrkogården vid Veta kyrka utanför Mantorp i Mjölby kommun. Stenen har i tvärsnitt en tämligen kvadratisk form och har runslingor ristade på två av sina fyra sidor: den norra och den västra. Materialet är röd granit. Ristningen är vikingatida; mer precist dateras den till 1000-talet.

## Translitteration

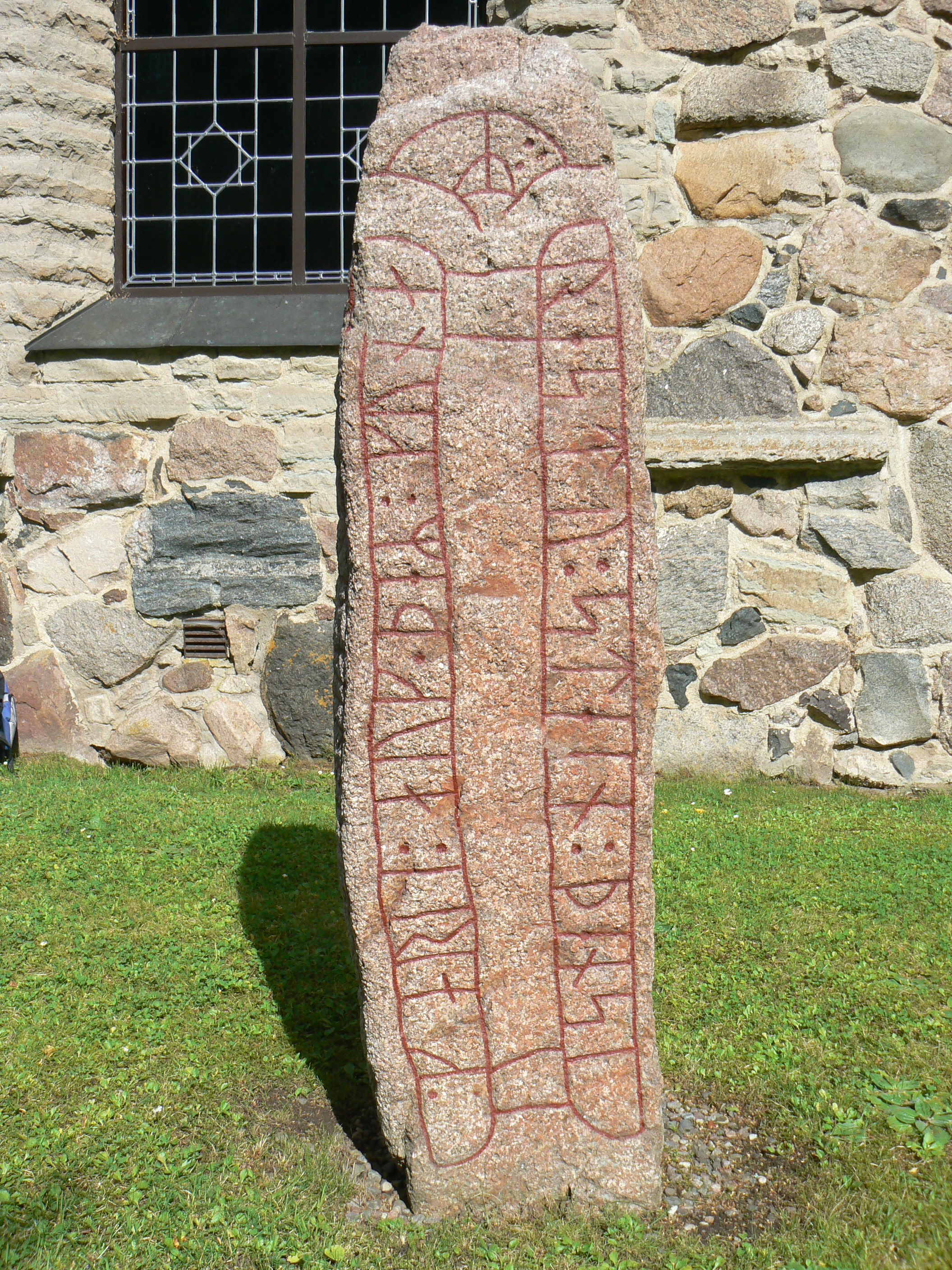
Norra sidan

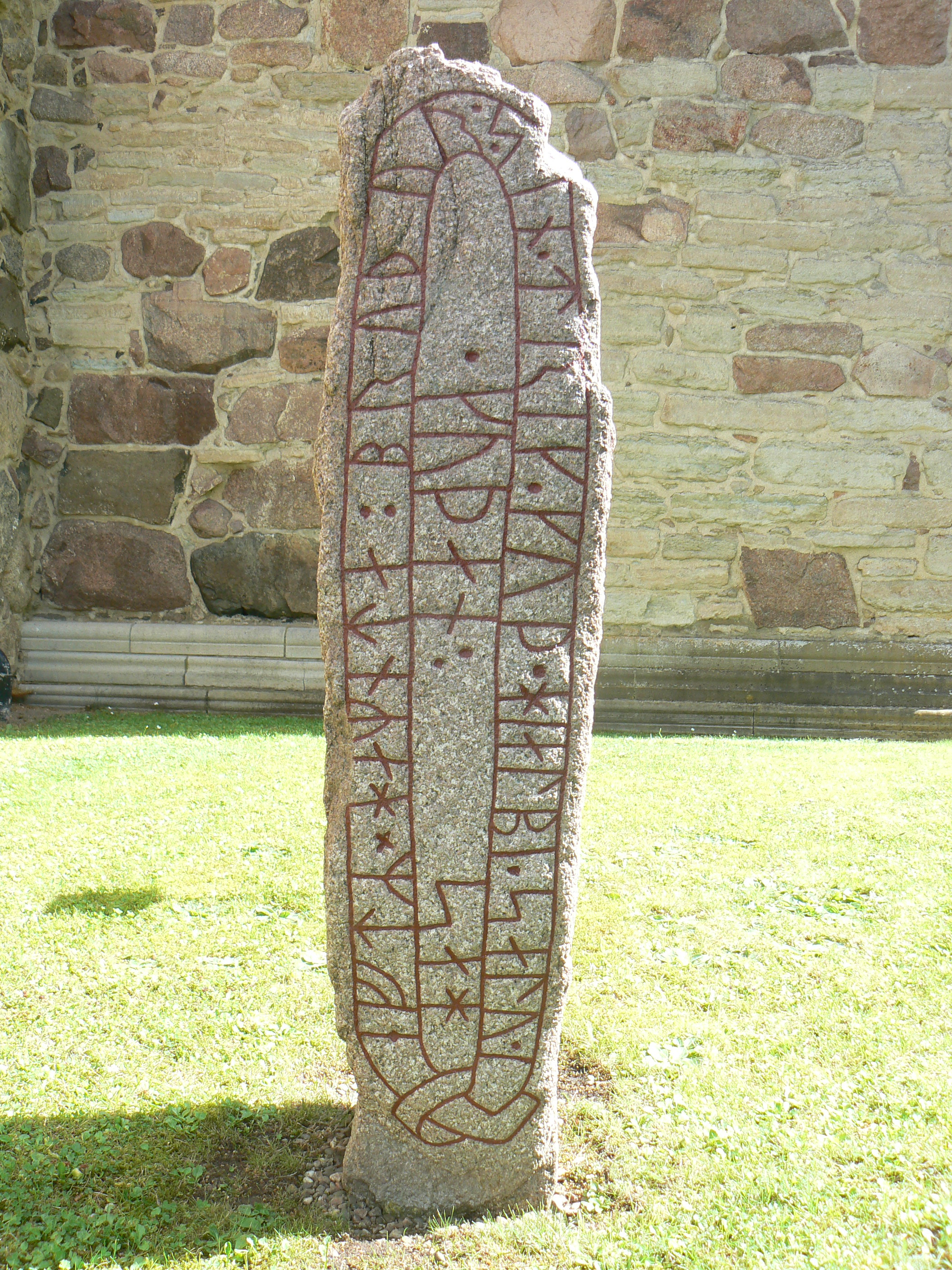
Västra sidan

Translitterering av runraden:
§A : karli : auk · þeʀ : kunaʀ ÷ restu : stein : þensi 
§B eftʀ × hamnta : bruþur : sin · trik ·· kuþan : kuþ · hialbi · salu · has
Normalisering till runsvenska:
§A Karli ok þæiʀ Gunnarr ræistu stæin þennsi 
§B æftiʀ Hamunda, broður sinn, dræng goðan. Guð hialpi salu hans.
Översättning till nusvenska:
Karle jämte Gunnar reste denna sten efter Hamunde, sin broder, en god ung man. Gud hjälpe hans själ!

## Bilder

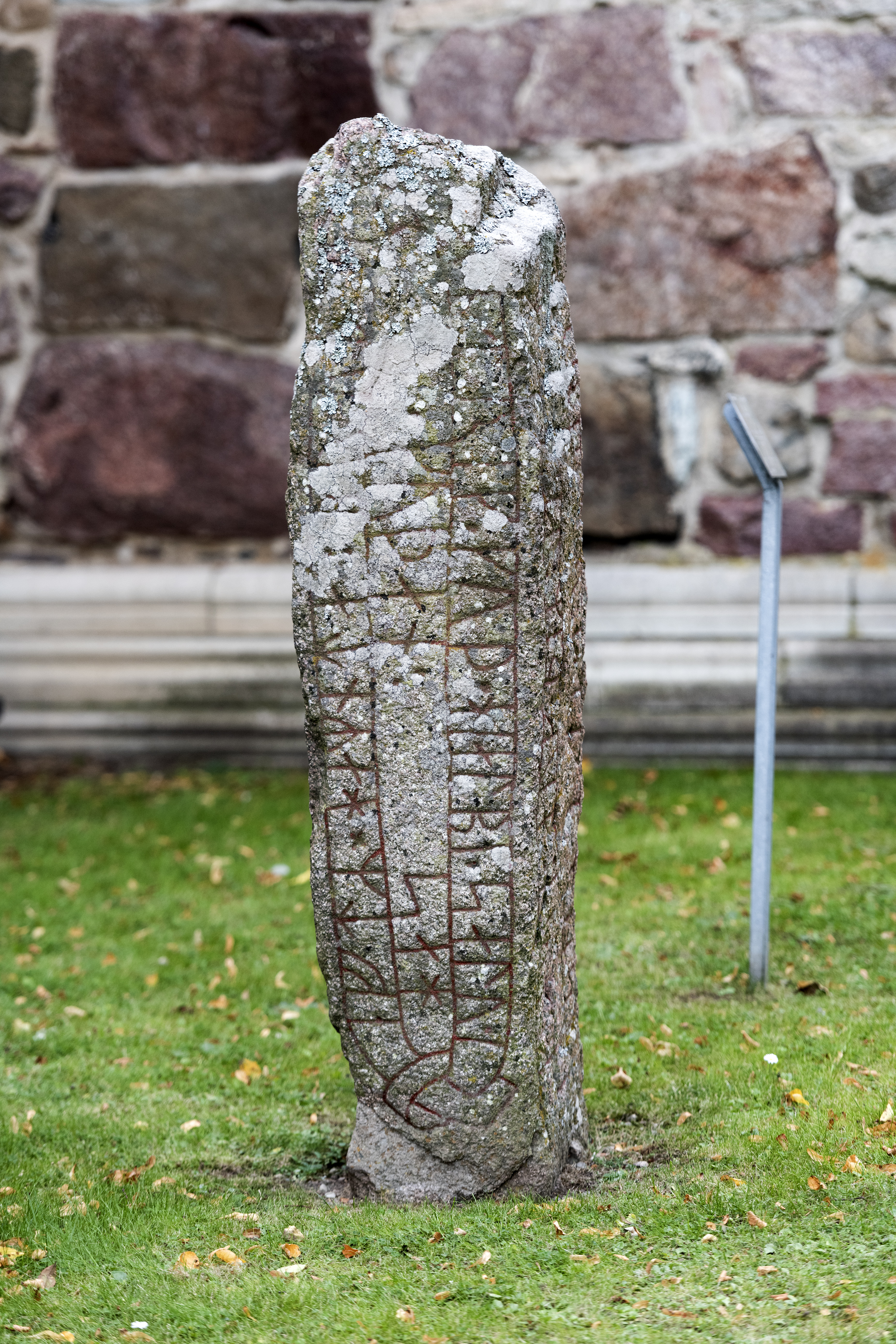
Ög 201 fotad september 2020
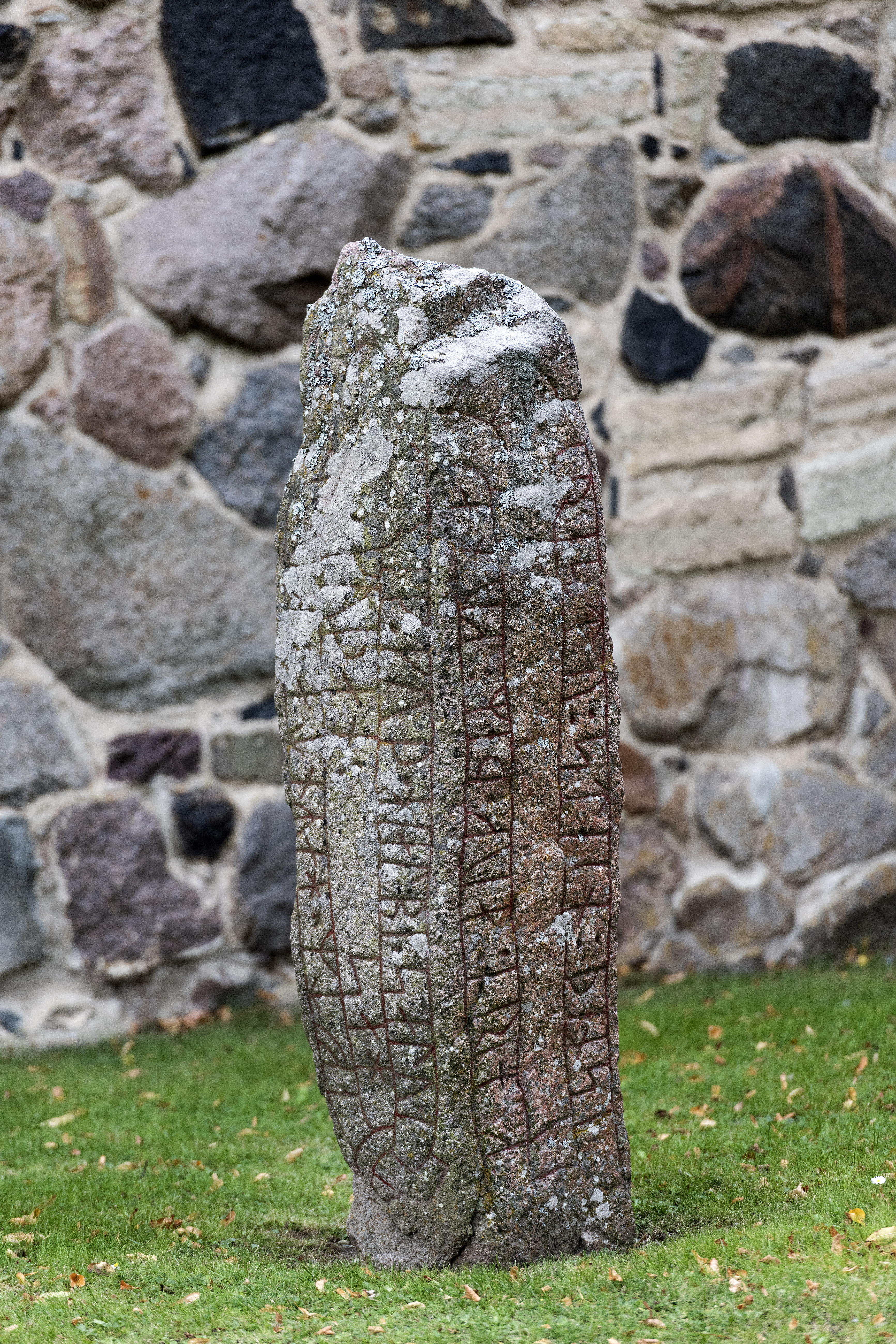
Ög 201 fotad september 2020
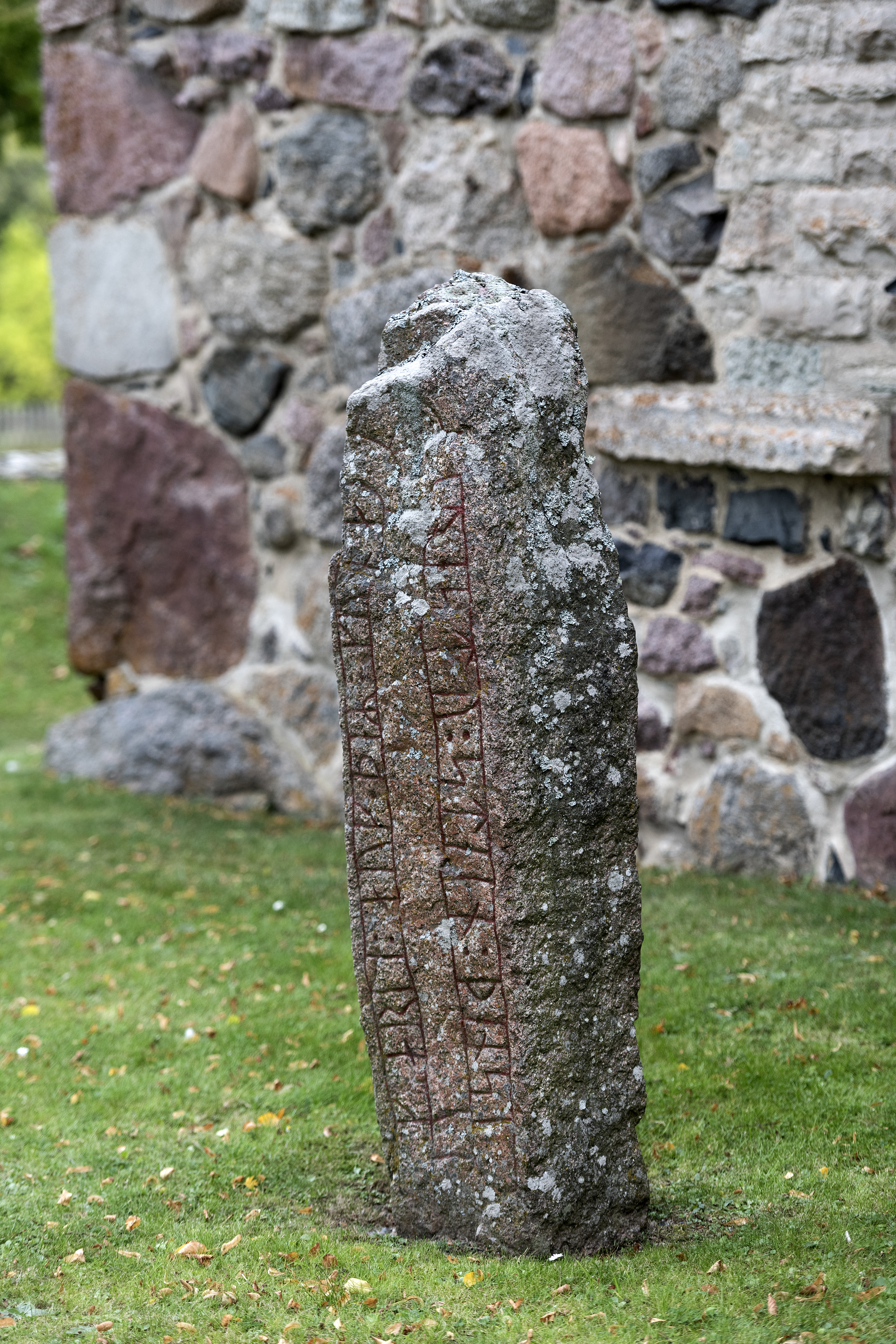
Ög 201 fotad september 2020